# Шлегель, Макс фон
Макс фон Шлегель (нем. Max von Schlägel, 1840—1891) — немецкий писатель

 и поэт. 
Родился и первую половину жизни провёл в Мюнхене. В 1863 году был призван на военную службу, затем на некоторое время уехал жить в Париж. Возвратившись, присоединился к политическому движению, оппозиционному правительству, и был обвинён в государственной измене, но бежал из страны в Швейцарию, перебравшись затем во Францию. Во время Франко-прусской войны был французским военным корреспондентом, в 1870 году был взят в плен немцами и посажен в тюрьму за измену. 
После освобождения он жил в нескольких европейских странах, живя исключительно писательским трудом. Написал множество рассказов и романов, имевших успех в XIX веке, а также ряд сборников стихотворений. 
Наиболее известные его работы: «Vier Jahre Soldat» (1868); «Die Bachantin» (1869); «Die Putzmacherinnen» (1870); «Feuerseelen. Absonderliche Menschen und Schicksale» (1870); «Aus drei Kriegen» (1866); «Tolle Liebe» (1870); «Von Sünde zu Sünde» (1870); «Wildes Blut» (1871); «Stereoskopen» (1872); «Die Helden der Arbeit» (1872); «Gefangen und belagert» (1871); «Pariser Totentanz» (1872); «Die Wilden der Gesellschaft» (1873); «Vom Fels zum Meer» (1873); «Novellen» (1872); «Die Gletscher-Amazone» (1874); «Siege der That» (1874); «Der Kometenprinz» (1874); «Die Ritter der Gegenwart» (1875); «Die Volksbeglücker» (1875); «Die Gründer» (1875); «Graf Ketlan, der Rebell» (1876); «Prinzess Rothaar» (1877); «Deutsch und welsch» (1877); «Am Genfersee» (1878); «Für Thron und Altar» (1878); «Der baumwollene Husar und andere Novellen» (1883); «Die Alpensängerin» (1885); «Hartes Holz» (1886); «Neue Novellen» (1886).